# Bruno Rodrigo Fenelon Palomo
Bruno Rodrigo Fenelon Palomo (Andradina, São Paulo, Brasil, 12 de abril de 1985) es un futbolista brasileño de madre boliviana. Juega de defensa en el Cruzeiro de la Série A brasileña.

## Clubes
| Club       | País   | Año       |
| ---------- | ------ | --------- |
| Portuguesa | Brasil | 2006-2009 |
| Santos     | Brasil | 2010-2012 |
| Cruzeiro   | Brasil | 2013 -    |

## Palmarés

### Campeonatos Regionales
| Título                 | Club       | País   | Año  |
| ---------------------- | ---------- | ------ | ---- |
| Campeonato Paulista A2 | Portuguesa | Brasil | 2007 |
| Campeonato Paulista    | Santos     | Brasil | 2010 |
| Campeonato Paulista    | Santos     | Brasil | 2011 |
| Campeonato Paulista    | Santos     | Brasil | 2012 |
| Campeonato Mineiro     | Cruzeiro   | Brasil | 2014 |
| Campeonato Gaúcho      | Gremio     | Brasil | 2018 |

### Campeonatos nacionales
| Título  | Club     | País   | Año  |
| ------- | -------- | ------ | ---- |
| Serie A | Cruzeiro | Brasil | 2013 |
| Serie A | Cruzeiro | Brasil | 2014 |

### Campeonatos internacionales
| Título              | Club   | País   | Año  |
| ------------------- | ------ | ------ | ---- |
| Copa Libertadores   | Santos | Brasil | 2011 |
| Recopa Sudamericana | Santos | Brasil | 2012 |